# Дідівщина (Фастівський район)
Ді́дівщина — село в Україні, Фастівського району Київської області, входить до Томашівської сільської територіальної громади. Населення становить 692 осіб.

## Історія

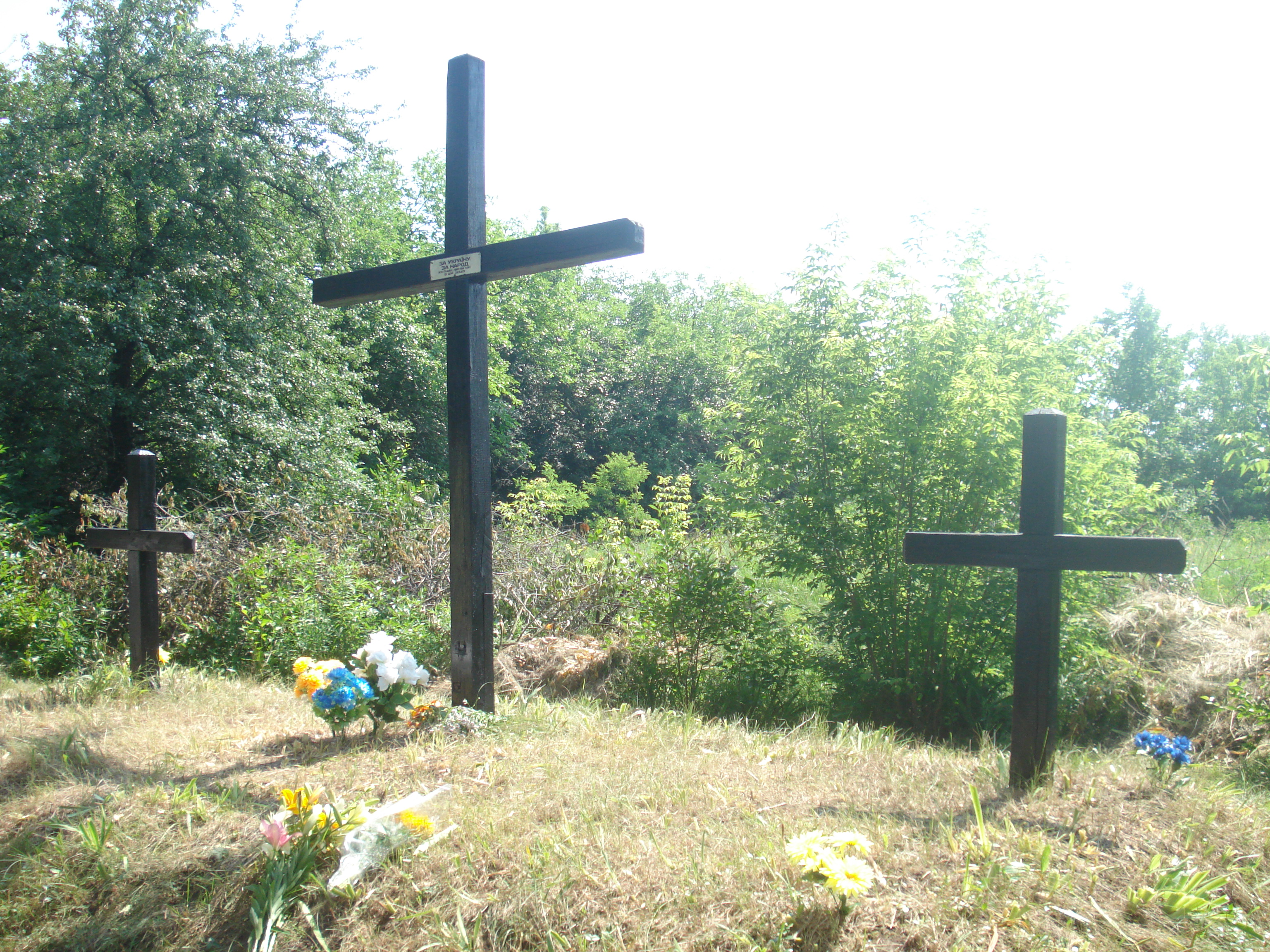
Братська могила Січових Стрільців у с. Дідівщина

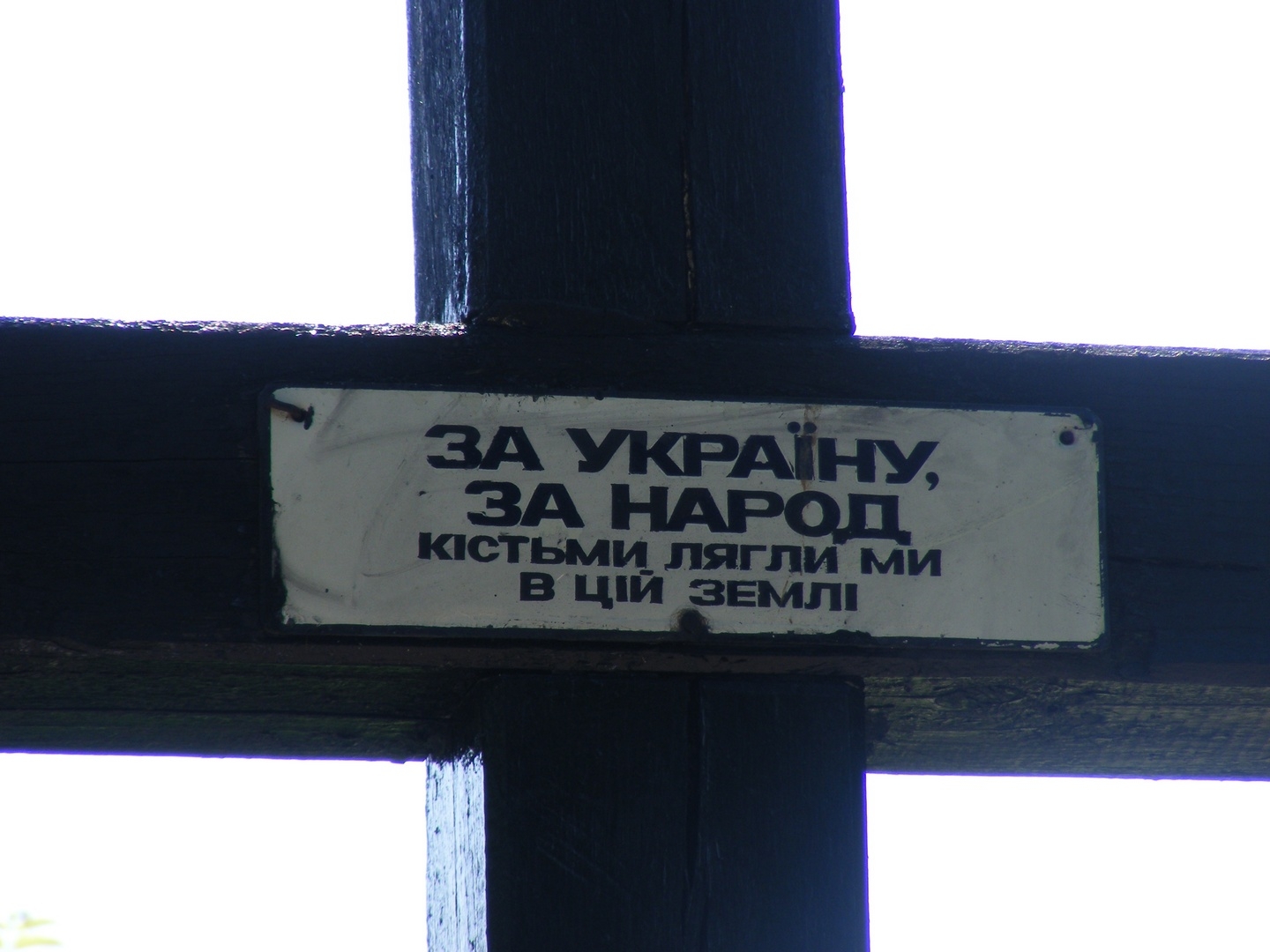
Напис на одному з хрестів на братській могилі Січових Стрільців у с. Дідівщина

Одна з версій — назва села походить від діда, за переказами, званого Гарбарем, який залишився живим зі спаленого кримськими військами у ХІІІ ст. попереднього села Довгоселиці, що тяглося вздовж місцевої р. Ірпінь на 9 верст. Відроджене ж село було досить заможним, тому біднішим «голякам» доводилося переселятися поруч на нове місце, прозване дідівщинськими селянами Голяками і перейменоване комуністами 1965 році на с. Великі Гуляки.
Довгоселиця одноразово згадується в широковідомій середньовічній підробці — Грамоті Андрія Боголюбського 1159 року Києво-Печерському монастирю на право власності на землі.
22 вересня 1571 року на землі монастирські села Дідівщина наскочили хабенські піддані пана Харлінського. Вони спалили в селі один будинок і зруйнували пасіки. 10 травня 1595 року Федо́ра Тишанка Биковська — дружина Богуша Гулькевича Глебовського, та її син — Федір Богушевич Глебовський, позивалися до отця Никифора Тура — архімандрита Києво-Печерського монастиря, через ґвалтовний наїзд людей з монастирської маєтності Дідовської на маєтність Глібовщину, поранення Федора Богушевича та інші безчинства. Потім дідівці палили Глібовщину в 1600 році.
10 вересня 1596 року містечку Дідову (Дідівщині) було надано магдебурзьке право.
1600 року до Дідівщини і Василькова втекли мешканці містечка Старе Заслав'я, сіл Тишович, Федоровки, Михнова, Жилинець, Топорова, містечка Олександрополя і села до нього належного Рогаївки. 1604 року до містечка втекли 4 підданих з с. Заборовля Романа Козинського. 1607 року піддані і міщани дідовські пограбували село Дивин Мартина Бутовича та забрали як мито до Дідова худобу пана Балтазара Бжостовського, який переганяв її до свого маєтку. 1609 року якийсь підданий втік із Дідова до Фастова. 21 серпня 1609 року архімандрит Києво-Печерського монастиря Єлисей Плетенецький позивався до Фрідріха і Софії з князів Заславських Тишкевичів через пограбування їхніми жовнірами містечка Дідівщина. 1618 року до Дідівщини втекли мешканці села Яна Блендовського Маркова Волиця. В 1624 Костянтин Єлець розкопав греблю на річці Уші на монастирській землі Росоській і пограбував підданих хотяцьких і дідовських.
У козацькій державі — сотенне містечко Білоцерківського полку. 1654 року згадується як пустка. 1657 року через Дідівщину проїжджало посольство Петра Парчевича до Чигирина.
Під час Коліївщини в Дідівщині побував Іван Бондаренко. Дідовські козаки брали активну участь у військових діях повстанців.
У Російській імперії село було центром Дідівщинської волості Сквирського повіту.
На сільському цвинтарі є братська могила близько 77 Січових Стрільців, розстріляних більшовиками під час Перших Визвольних Змагань.

## Населення

### Мова
Розподіл населення за рідною мовою за даними перепису 2001 року:
| Мова       | Кількість | Відсоток |
| ---------- | --------- | -------- |
| українська | 764       | 94.67%   |
| російська  | 41        | 5.09%    |
| білоруська | 1         | 0.12%    |
| румунська  | 1         | 0.12%    |
| Усього     | 807       | 100%     |

## Відомі особистості
В селі народилися:
- Зражевський Василь Мойсейович (1733—1796) — протопоп білоцерківський.
- Сахно Василь Григорович (1864 — ?) — український державний діяч, депутат Державної думи II скликання від Київської губернії.
- Сахно Михайло Гордійович (1905—1947) — генерал-майор танкових військ.
- Мельник Григорій Андрійович (1909—1976) радянський державний і партійний діяч, депутат Верховної Ради СРСР IV скликання.